# Roland Minnerath
Roland Minnerath (ur. 27 listopada 1946 w Sarreguemines) – francuski duchowny katolicki, arcybiskup Dijon w latach 2004–2022.

## Życiorys

### Prezbiterat
Święcenia kapłańskie otrzymał 25 czerwca 1978. W 1978 rozpoczął przygotowanie do służby dyplomatycznej na Papieskiej Akademii Kościelnej. Pełnił funkcję sekretarza nuncjatur w Brazylii i w Niemczech. W latach 1985–1988 pracował w Sekretariacie Stanu Stolicy Apostolskiej. Od 1989 był wykładowcą na wydziale teologicznym Université de Strasbourg II.

### Episkopat
13 lutego 2004 papież Jan Paweł II mianował go arcybiskupem ordynariuszem Archidiecezji Dijon. Sakry biskupiej udzielił mu jego poprzednik abp Michel Coloni.
11 lutego 2022 papież Franciszek przyjął jego rezygnację z pełnionej funkcji.

## Odznaczenia
Abp Minnerath jest m.in. kawalerem Legii Honorowej i kawalerem brazylijskiego Orderu Krzyża Południa. Otrzymał także niemiecki Krzyż Oficerski Orderu Zasługi.